# Helmuts Balderis
Helmuts Balderis-Sildedzis (Riga, 1952. július 31. –) olimpiai ezüstérmes, világ és Európa-bajnok szovjet-lett profi jégkorongozó.

## Karrier
A Szovjet bajnokságban szereplő Dinamo Rigában (1969–1977 és 1980–1985 között) és a HC CSKA Moszkvában (1977–1980) játszott. A pontlista vezetője volt 1977-ben és 1983-ban és 1977-ben az Év játékosa lett. A szovjet ligában 333 gólt szerzett. A szovjet válogatottban is szerepelt és részese volt a híres Csoda a jégen vereségnek amikor az amatőr játékosokkal felálló amerikai válogatott elverte a nagy szovjet válogatottat az 1980-as téli olimpián. Világbajnoki címet nyert 1978-ban, 1979-ben és 1983-ban. Öt világbajnokságon (1976–1979, 1983), az 1976-os Kanada-kupán és az 1980-as téli olimpián szerepelt, mint a szovjet válogatott tagja. Az 1977-es világbajnokságon a legjobb csatárnak választották. az 1984-es téli olimpiai keretbe nem került be és miután visszament a Dinamo Rigába már csak egy nagy nemzetközi eseményen szerepelt, mint válogatott. 1985-ben visszavonult és Japánban lett edző. 1989-ben visszatért amikor a szovjet játékosok már kimehettek az NHL-be játszani. A Minnesota North Stars draftolta az 1989-es NHL-drafton a 12. kör 238. helyén így ő lett az legidősebb draftolt játékos 36 évesen és a legidősebb aki az első gólját lőtte 37 évesen. A szezon után visszavonult, de megint visszatért amikor Lettország felszabadult. Játszott néhány mérkőzést majd edző és menedzser lett. 1998-ban a beválasztották az IIHF Nemzetközi Jégkorong Hírességek Csarnokába.

## Díjai
- Szovjet Első All-Star Csapat 1977
- Izvesztyija-trófea: 1977, 1983
- Szovjet jégkorong MVP: 1977
- Világbajnokság All-Star Csapat: 1977
- Világbajnokság legjobb csatára: 1977
- Világbajnoki ezüstérem: 1976
- Világbajnoki bronzérem: 1977
- Világbajnoki aranyérem: 1978, 1979, 1983
- Olimpiai ezüstérem: 1980

## Karrier statisztika
| 1967–1968        | Dinamo Riga           | Szovjetunió II.  | ??  | ??  | ??  | ??  | ??  | ?? | ?? | ?? | ?? | ?? |
| 1968–1969        | Dinamo Riga           | Szovjetunió III. | ??  | ??  | ??  | ??  | ??  | ?? | ?? | ?? | ?? | ?? |
| 1969–1970        | Dinamo Riga           | Szovjetunió III. | ??  | 12  | ??  | ??  | ??  | ?? | ?? | ?? | ?? | ?? |
| 1970–1971        | Dinamo Riga           | Szovjetunió II.  | ??  | 10  | ??  | ??  | ??  | ?? | ?? | ?? | ?? | ?? |
| 1971–1972        | Dinamo Riga           | Szovjetunió II.  | ??  | 14  | 9   | 23  | ??  | ?? | ?? | ?? | ?? | ?? |
| 1972–1973        | Dinamo Riga           | Szovjetunió II.  | ??  | 27  | 15  | 42  | ??  | ?? | ?? | ?? | ?? | ?? |
| 1973–1974        | Dinamo Riga           | Szovjetunió      | 24  | 9   | 6   | 15  | 13  | -- | -- | -- | -- | -- |
| 1974–1975        | Dinamo Riga           | Szovjetunió      | 36  | 34  | 14  | 48  | 20  | -- | -- | -- | -- | -- |
| 1975–1976        | Dinamo Riga           | Szovjetunió      | 36  | 31  | 14  | 45  | 18  | -- | -- | -- | -- | -- |
| 1976–1977        | Dinamo Riga           | Szovjetunió      | 35  | 40  | 23  | 63  | 57  | -- | -- | -- | -- | -- |
| 1977–1978        | HK CSZKA Moszkva      | Szovjetunió      | 36  | 17  | 17  | 34  | 30  | -- | -- | -- | -- | -- |
| 1978–1979        | HK CSZKA Moszkva      | Szovjetunió      | 41  | 24  | 24  | 48  | 53  | -- | -- | -- | -- | -- |
| 1979–1980        | HK CSZKA Moszkva      | Szovjetunió      | 42  | 26  | 35  | 61  | 21  | -- | -- | -- | -- | -- |
| 1980–1981        | Dinamo Riga           | Szovjetunió      | 44  | 26  | 24  | 50  | 28  | -- | -- | -- | -- | -- |
| 1981–1982        | Dinamo Riga           | Szovjetunió      | 41  | 24  | 19  | 43  | 48  | 9  | 15 | 5  | 20 | 2  |
| 1982–1983        | Dinamo Riga           | Szovjetunió      | 40  | 32  | 31  | 63  | 39  | -- | -- | -- | -- | -- |
| 1983–1984        | Dinamo Riga           | Szovjetunió      | 39  | 24  | 15  | 39  | 18  | -- | -- | -- | -- | -- |
| 1984–1985        | Dinamo Riga           | Szovjetunió      | 39  | 31  | 20  | 51  | 52  | -- | -- | -- | -- | -- |
| 1989–1990        | Minnesota North Stars | NHL              | 26  | 3   | 6   | 9   | 2   | -- | -- | -- | -- | -- |
| 1991–1992        | HK Riga               | Lettország       | 7   | 23  | 18  | 41  | 27  | -- | -- | -- | -- | -- |
| 1992–1993        | Latvijas Zelts        | Lettország       | 22  | 76  | 66  | 142 | 16  | -- | -- | -- | -- | -- |
| 1994–1995        | Essamika Ogre         | Lettország       | 1   | 0   | 1   | 1   | 0   | -- | -- | -- | -- | -- |
| 1995–1996        | Essamika Ogre         | Lettország       | 30  | 18  | 36  | 54  | ??  | -- | -- | -- | -- | -- |
| USSR összesített | USSR összesített      | USSR összesített | 453 | 333 | 247 | 580 | 399 | -- | -- | -- | -- | -- |
| NHL összesített  | NHL összesített       | NHL összesített  | 26  | 3   | 6   | 9   | 2   | -- | -- | -- | -- | -- |

## Nemzetközi statisztika
| Év   | Csapat        | Esemény            | MSz | G  | A | P  | B  |
| ---- | ------------- | ------------------ | --- | -- | - | -- | -- |
| 1971 | Szovjetunió   | Ifi EB             | 5   | 10 | 1 | 11 | 4  |
| 1976 | Szovjetunió   | Kanada-kupa        | 5   | 2  | 3 | 5  | 6  |
| 1976 | Szovjetunió   | VB                 | 10  | 3  | 7 | 10 | 6  |
| 1977 | Szovjetunió   | Super Series       | 7   | 4  | 4 | 8  | 14 |
| 1977 | Szovjetunió   | VB                 | 9   | 8  | 7 | 15 | 4  |
| 1978 | Szovjetunió   | VB                 | 10  | 9  | 2 | 11 | 8  |
| 1979 | Szovjetunió   | Chal. Cup          | 3   | 1  | 1 | 2  | 0  |
| 1979 | Szovjetunió   | VB                 | 8   | 4  | 5 | 9  | 9  |
| 1980 | CSZKA Moszkva | Super Series       | 5   | 5  | 2 | 7  | 2  |
| 1980 | Szovjetunió   | Olimpia            | 7   | 5  | 4 | 9  | 5  |
| 1983 | Szovjetunió   | VB                 | 10  | 4  | 5 | 9  | 22 |
| 1992 | Lettország    | VB C csoport kval. | 2   | 2  | 2 | 4  | 0  |